# Бируля, Александр Константинович
Алекса́ндр Константи́нович Биру́ля (1892, Новоалександровск — 1967, Харьков) — советский архитектор, инженер путей сообщения, краевед. Доктор технических наук (с 1940 г.), профессор (с 1935 г.), заслуженный деятель науки УССР (1953). Участник Великой Отечественной войны.

## Биография
Родился в Новоалександровске Ковенской губернии 27 марта 1892 года[по какому календарю?] в семье учителя и заведующего Новаалександровским училищем Константина Викентьевича Бируля (1867—1921).
В 1910 году окончил Паневежское реальное училище, в 1916 году — Петроградский институт инженеров путей сообщения. В 1925—1931 годы руководил дорожным строительством на Восточном Подолье. Одновременно преподавал в Винницком учительском институте, техникумах города, принимал активное участие в краеведческих исследованиях, занимался изучением истории застройки Винницы, геологии и гидрологии Подолья. Создал в областном центре научно-исследовательскую станцию. Начал работы по изучению и использованию в опытном и производственном отношении местных материалов и новых конструкций дорожных покрытий.

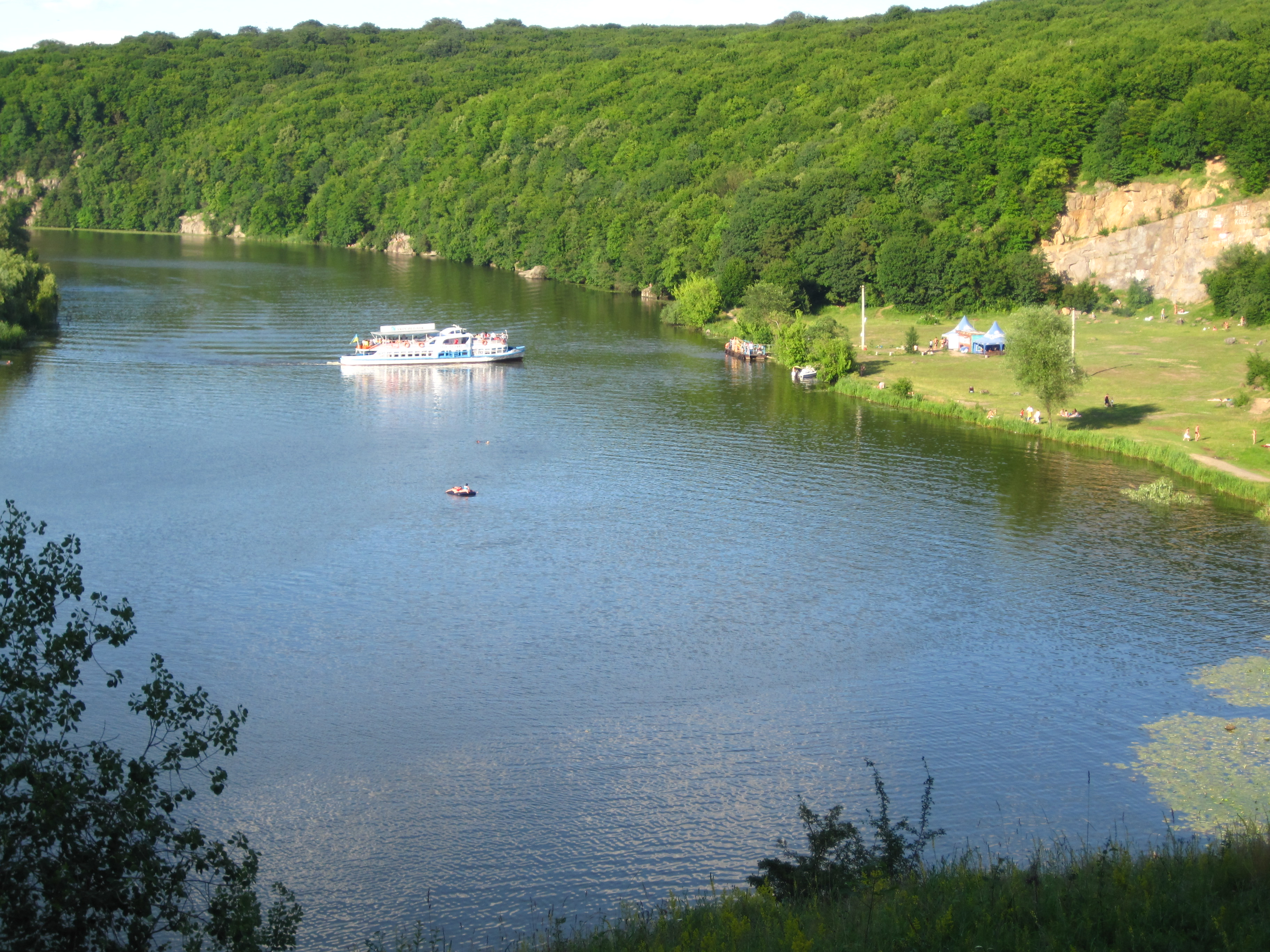
Вид с плотины Сабаровской ГЭС

Принимал участие в проектировании объектов промышленного назначения города. Среди его наиболее известных реализованных проектов — гидроэлектростанция в пригороде Винницы — Сабарове.
В 1931—1934 гг — заместитель директора научно-исследовательского института путей в Харькове.
В 1935 году высшей аттестационной комиссией ему было присвоено учёное звание профессора, а в 1937 году без защиты диссертации присуждена учёную степень кандидат технических наук. В 1939 году был назначен заместителем директора Харьковского автомобильно-дорожного института по учебной и научной работе. Защитил докторскую диссертацию в 1940 году — «Эксплуатационные качества автомобильных дорог в зависимости от микропрофиля покрытий».
В сентябре 1941 года вместе с группой студентов и сотрудников добровольно вступил в ряды Красной Армии. Управляя работой военно-дорожных отрядов с дорожного обеспечения ряда боевых операций Красной Армии на Северном Кавказе и в Причерноморье, он изучал и анализировал службу военных дорог при интенсивном движении.
После войны, в августе 1945 года был назначен директором Харьковского автомобильно-дорожного института (ХАДИ) — до 1959 года. В 1953 году ему было присвоено почётное звание заслуженного деятеля науки УССР.
Умер 4 августа 1967 года в Харькове; похоронен на городском кладбище № 2.

## Награды
- орден Ленина
- орден Трудового Красного Знамени
- орден Красной Звезды
- медаль «За трудовую доблесть»

## Основные научные и краеведческие труды
- Река Буг и её сточище : материалы по гидрологии реки. — Винница, 1928, — 87 с.
- Архитектурная история Винницы / Предисловие А. Тарнопольского. — Винница, 1930. — 68 с.
- Геология и гидрология Подолья. — Винница, 1930.
- Проектирование автомобильных дорог. — Киев, 1953.
- Дороги из местных материалов. — М., 1955.

## Семья
Жена — Виктория Иосифовна Бируля (1908—1967) — ассистент, затем доцент кафедры строительства дорог ХАДИ, кандидат технических наук (1954).
Дочь — Валентина Александровна, в замужестве Голеско (род. 1934) — кандидат технических наук (1979), профессор кафедры мостов, конструкций и строительной механики ХНАДУ (с 2005).